# كيم دو-هان
كيم دو-هان هو مجرم وسياسي كوري جنوبي، ولد في 15 مايو 1918 في سول في كوريا الجنوبية، وتوفي في 21 نوفمبر 1972. نشط حزبياً في Liberal Party (South Korea) ‏. وقد انتخب عضو الجمعية الوطنية الكورية الجنوبية ‏.